# Zec Buteux–Bas-Saguenay
Pour les articles homonymes, voir Buteux et Saguenay.
La ZEC Buteux–Bas-Saguenay est une zone d'exploitation contrôlée (ZEC) située dans les municipalités de Saint-Siméon et Baie-Sainte-Catherine, de même que les territoires non organisés du Mont-Élie et de Sagard dans la municipalité régionale de comté (MRC) de Charlevoix-Est dans la région administrative de la Capitale-Nationale. Au nord-ouest la ZEC est située dans la municipalité de Petit-Saguenay dans la MRC Fjord-du-Saguenay dans la région administrative du Saguenay-Lac-Saint-Jean, au Québec (province), au Canada.

## Toponymie
Le toponyme "ZEC Buteux–Bas-Saguenay" se réfère au lac Buteux, situé sur le territoire de cette ZEC. Ce lac fait partie du cours inférieur de la rivière Saguenay.
Jacques Buteux (Abbeville, France, 1599 - Trois-Rivières, 1652), jésuite, est arrivé à Québec en 1634. Il est aussitôt assigné à la mission de Trois-Rivières dont il devient le supérieur en 1639. Le père Buteux effectue un premier voyage chez les Attikameks dans le bassin supérieur de la rivière Saint-Maurice, en 1651. Il a écrit une Relation de ce premier voyage en Haute-Mauricie. À son second voyage, l'année suivante, au même endroit, le père Buteux est alors accompagné d'une soixantaine d'Attikameks, de quelques Français et d'un Huron. Malheureusement, il est alors attaqué et tué par des Iroquois. 
Le toponyme "ZEC Buteux-Bas-Saguenay" a été officialisé le 5 août 1982 à la Banque des noms de lieux de la Commission de toponymie du Québec.

## Géographie
La ZEC Buteux–Bas-Saguenay est située en milieu forestier à l'est de la ZEC de l'Anse-Saint-Jean et au sud du Parc national du Fjord-du-Saguenay. Il s'agit de la ZEC la plus près de l'embouchure de la rivière Saguenay. Le relief est surtout montagneux. Le lac Buteux, de forme asymétrique, s'avère le plus important plan d'eau de la ZEC.
La ZEC est dotée d'emplacements de camping prêt-à-camper au lac à la Truite et de camping saisonniers pour les visiteurs notamment au lac de l'If, Buteux,  Baribeau I, Baribeau II et des Îles. Le camping rustique aménagé et rustique y est aussi populaire. Le poste d'accueil de Port-aux-Quilles est situé au 101 chemin des Lacs à Saint-Siméon à 4,5 km de la route 138. Le second poste d'accueil, celui de Baribeau, est situé au km 42 de la route 170 à Petit-Saguenay.